# Álvaro Obregón, Huitiupán
Álvaro Obregón är en ort i Mexiko.   Den ligger i kommunen Huitiupán och delstaten Chiapas, i den sydöstra delen av landet, 700 km öster om huvudstaden Mexico City. Álvaro Obregón ligger 628 meter över havet och antalet invånare är 188.
Terrängen runt Álvaro Obregón är kuperad åt sydväst, men åt nordost är den bergig. Runt Álvaro Obregón är det ganska tätbefolkat, med 104 invånare per kvadratkilometer. Närmaste större samhälle är Simojovel de Allende, 8,1 km sydväst om Álvaro Obregón. Omgivningarna runt Álvaro Obregón är en mosaik av jordbruksmark och naturlig växtlighet.